# Guillermo I, príncipe de Orange, llamado "el Taciturno"
Guillermo I, príncipe de Orange, llamado "el Taciturno" es un retrato pintado sobre tabla del pintor flamenco Adriaen Thomasz. Key, que representa a Guillermo de Orange, líder de la Guerra de los Ochenta Años cuando tenía unos 46 años.

## Versiones
La obra sobrevive en tres versiones, que ahora se encuentran en el Mauritshuis (La Haya), el Rijksmuseum (Ámsterdam) y el Museo Thyssen-Bornemisza (Madrid). Solo la última versión está fechada y fue pintada en 1579. Los tres se consideran autógrafos y se remontan a un original perdido.
Hay algunas diferencias menores entre las versiones. Las versiones del Rijksmuseum y del Museo Thyssen-Bornemisza son las más cercanas entre sí. La versión del Mauritshuis que omite el hombro y el brazo, muestra una expresión facial más severa. La versión en Mauritshuis fue restaurada después de que el lienzo fuera dañado por una grieta en la madera, lo cual no afectó a la cara. Se ha reconstruido el hombro del retratado. La reconstrucción se basó en las otras versiones del retrato.
La versión del retrato de Guillermo I de la colección Thyssen Bornemisza, pertenece a la misma desde 1928. En 1922 formaba parte de la galería de Ámsterdam de Jacques Goudstikker, siendo adquirido para la colección de Villa Favorita.

## Descripción
El modelo posa sobre un fondo oscuro en el que destacan los tonos carnosos del rostro, la gorguera blanca y la elegante decoración gris y dorada de su ropa. El rostro está representado con mucho detalle en consonancia con el retrato norteño de la época. En el momento en que se pintó este retrato, Guillermo de Orange estaba en el culmen de su carrera, lo que también se puede apreciar en el retrato. No se le muestra con armadura, sino con ropa de civil pulcra y opulenta. En este retrato del período posterior de Key, la influencia de Antonio Moro se manifiesta en su mayor interés por transmitir el estatus social del retratado.

Las tres versiones
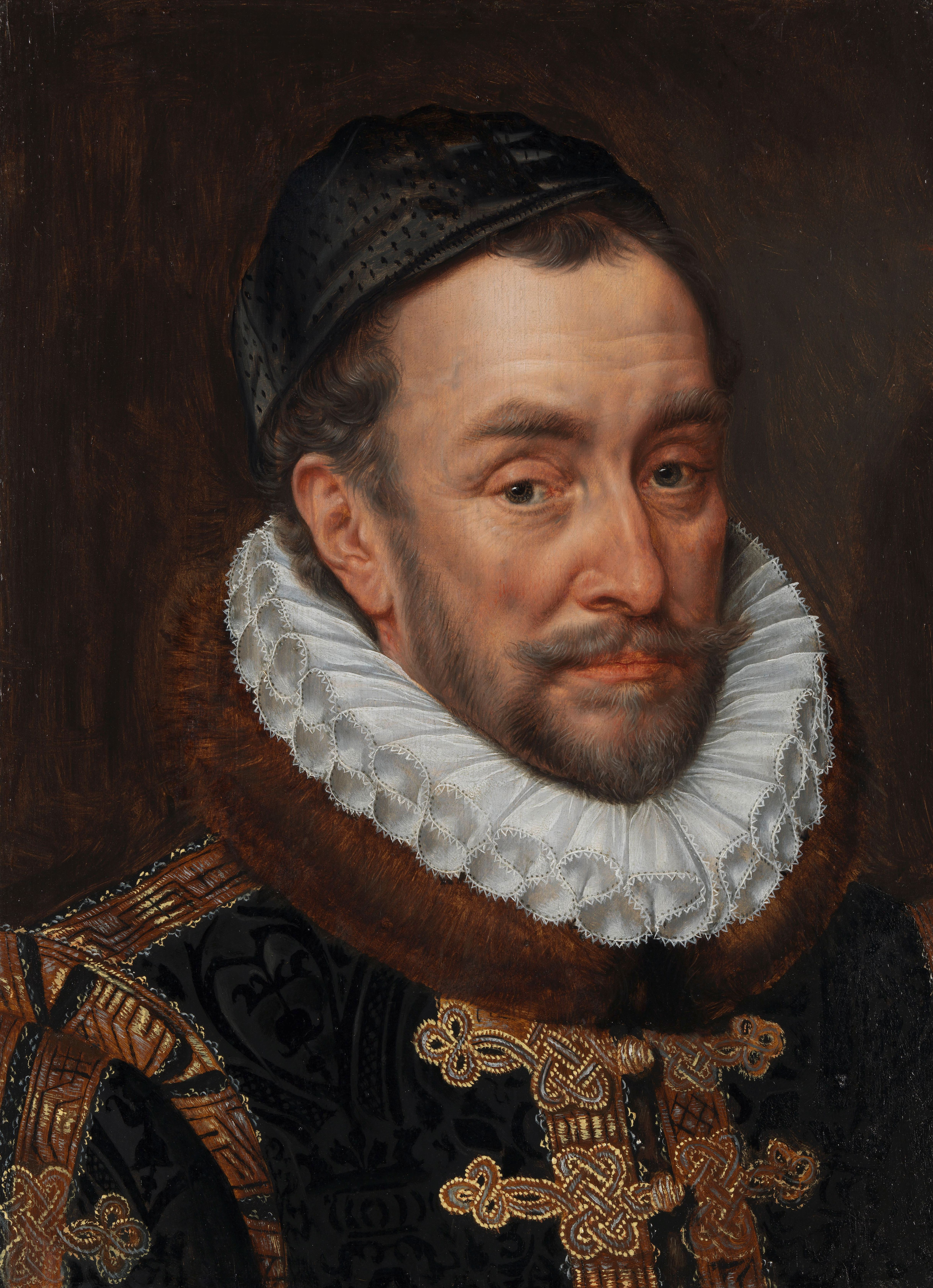
Rijksmuseum
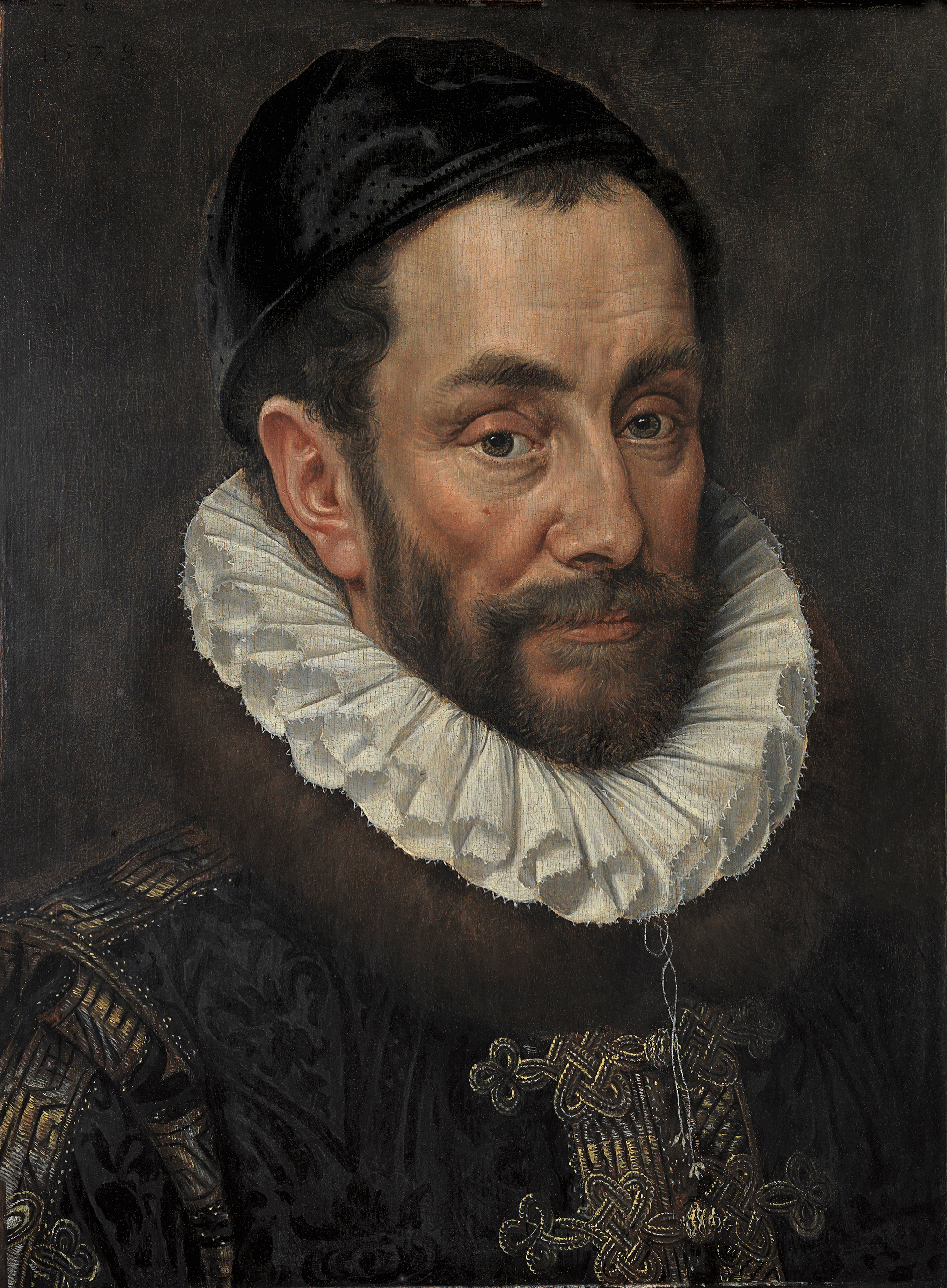
Museo Thyssen-Bornemisza
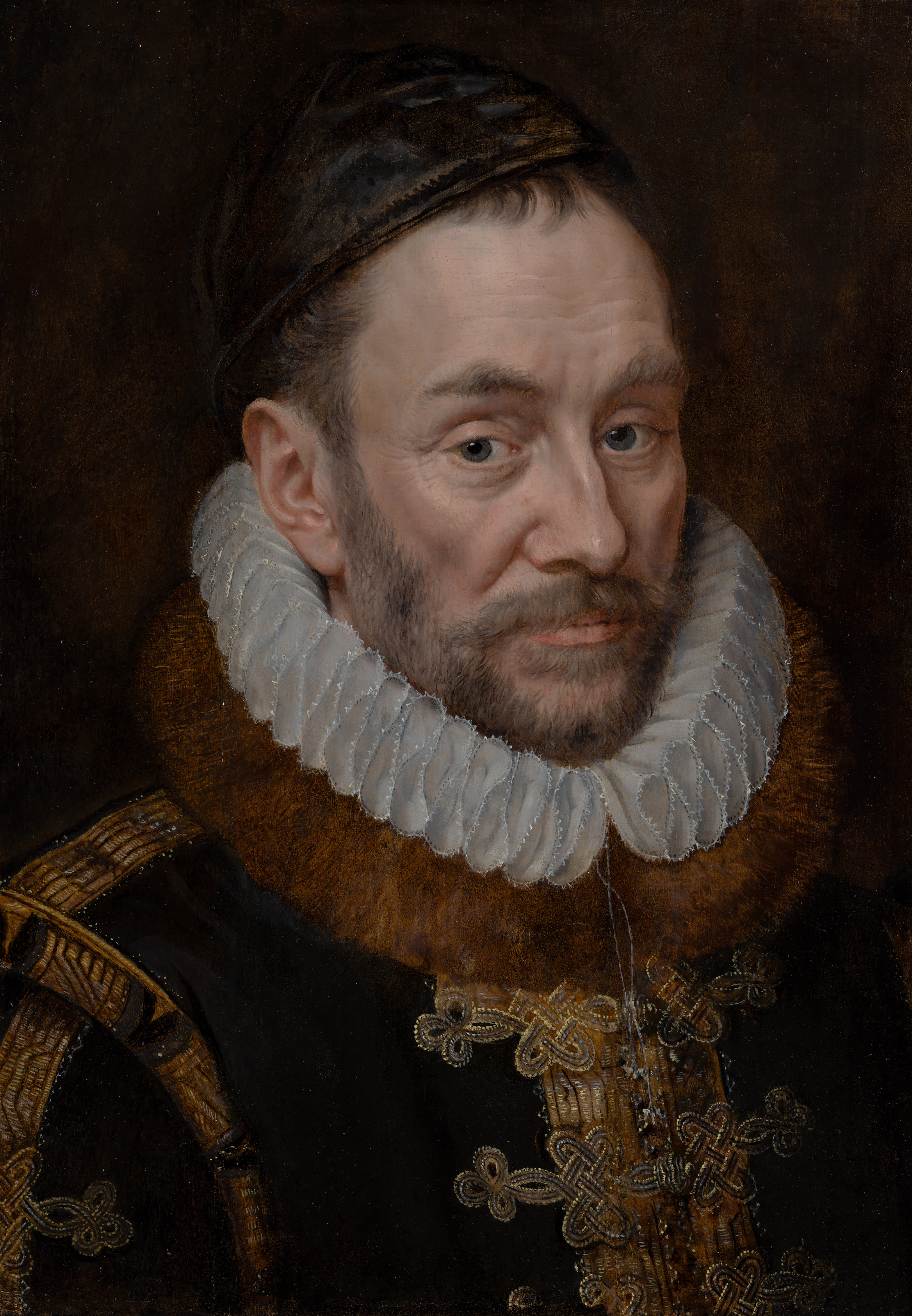
Mauritshuis